# Macapá
För andra betydelser, se Macapá (olika betydelser).
Macapá är en stad och kommun i norra Brasilien och är huvudstaden i delstaten Amapá. Kommunen har cirka 450 000 invånare och gränsar till kommunerna Ferreira Gomes, Cutias och Amapá i norr, Itaubal och i sydöst, Santana i sydöst och Porto Grande i nordöst. De flesta av kommunens invånare bor i centralorten, som är belägen vid Canal do Norte, en av Amazonflodens mynningsarmar ut till Atlanten. Ungefär en mil sydväst om Macapá ligger delstatens näst största stad, Santana, med vilken Macapá bildar ett storstadsområde med över en halv miljon invånare.
Den södra delen av staden delas i två delar av ekvatorn. Namnet Macapá kommer från tupiindianernas språk och är en variant av macapaba, som betyder platsen med många bacabas (frukten av en lokal palmart).

## Administrativ indelning
Kommunen var år 2010 indelad i fem distrikt:
- Bailique
- Carapanantuba
- Fazendinha
- Macapá
- São Joaquim do Pacuí

## Befolkningsutveckling
| Område                      | Areal (km²)   | Invånarantal 1 augusti 2000 | Invånarantal 1 augusti 2010 | Invånarantal 1 juli 2014 |
| --------------------------- | ------------- | --------------------------- | --------------------------- | ------------------------ |
| Storstadsområde             | 7 988,15      | 363 747                     | 499 466                     | 557 322                  |
| Kommun                      | 6 408,55      | 283 308                     | 398 204                     | 446 757                  |
| Kommunens urbana befolkning | Ingen uppgift | 270 628                     | 381 214                     | Ingen uppgift            |
| ...varav centralort         | Ingen uppgift | 265 181                     | 369 519                     | Ingen uppgift            |

Storstadsområdet består av kommunerna Macapá och Santana.

## Ekonomi
Gruvdrift är grundpelaren i Macapás ekonomi. Staden exporterar mycket metaller som tenn, järn, guld och mangan men även timmer, olja, djurpälsar och fisk. Produktion inkluderar gummiprodukter och bilar.